# Senna pachyrrhiza
Senna pachyrrhiza är en ärtväxtart som först beskrevs av Lilia Dora Bravo, och fick sitt nu gällande namn av Howard Samuel Irwin och Rupert Charles Barneby. Senna pachyrrhiza ingår i släktet sennor, och familjen ärtväxter. Inga underarter finns listade i Catalogue of Life.